# Stefano Antonio Morcelli
Stefano Antonio Morcelli, né le 17 février 1737 à Chiari et mort le 1er janvier 1821 à Chiari, est un archéologue et épigraphiste italien.

## Biographie
Stefano Antonio Morcelli naquit le 17 février 1737, à Chiari, dans la province de Brescia, fit ses études chez les jésuites qui, voyant ses heureuses dispositions, l’attirèrent dans leur ordre et l’envoyèrent, à l’âge de seize ans, au collège de Rome, d’où il passa à Fermo, puis à Raguse, pour y enseigner le latin. En 1771, il fut rappelé à Rome et y obtint la chaire d’éloquence. Il professa avec beaucoup de succès et ne négligea rien pour soutenir et répandre le goût des études classiques. Ce fut dans cette intention qu’il fonda l’académie d’archéologie au Musée Kircher et y donna l’exemple du zèle pour la connaissance des antiquités, en composant plusieurs dissertations. Après la suppression de son ordre (1773), il se retira chez le cardinal Albani et prit soin de la magnifique bibliothèque de ce prélat. Dans cette position, ayant du loisir pour le travail et les plus grandes facilités pour les recherches savantes, il composa plusieurs ouvrages, notamment celui du Style des inscriptions. En 1791, il revint dans sa ville natale pour y exercer la charge de prévôt du chapitre, et depuis lors il resta à Chiari et devint le bienfaiteur de ses concitoyens. Il refusa l’archevêché de Raguse pour n’être pas obligé de s’éloigner de sa patrie. Il fonda et dota dans la ville de Chiari une institution pour l’éducation des jeunes filles, améliora les écoles, fit présent à la ville de sa bibliothèque et restaura plusieurs édifices, surtout les églises. Giovanni Labus dit de Morcelli que son extérieur était noble, sa démarche grave, ses traits réguliers et gracieux, son regard brillant, sa conversation sérieuse et savante, et que ces qualités, jointes à sa réputation d’homme juste, pieux et charitable, attiraient sur lui l’attention et l’admiration partout où il allait. L’abbé Morcelli passait pour l’homme qui possédait le mieux le style convenable aux inscriptions latines, genre dans lequel il surpassa beaucoup Emanuele Tesauro et Guidone Ferrari ; et, dans toutes les solennités, on s’efforçait d’obtenir quelque inscription de sa main. Ce savant et pieux ecclésiastique est mort à Chiari le 1er janvier 1821.

## Œuvres
- De stylo inscriptionum latinarum libri III, Rome, 1780, in-4°. Cet ouvrage a reçu les éloges des antiquaires les plus distingués. L’auteur y mettait la dernière main lorsque le cardinal Albani vint à mourir ; aussi Morcelli le termine-t-il par un éloge en style lapidaire de son protecteur. En plusieurs endroits de son travail, il exprime un goût très-vif pour la littérature classique et quelquefois il y ajoute des expressions un peu dures contre les lettres et les mœurs modernes. Une profonde érudition se montre dans tout le cours du livre : cependant les traits en sont bien choisis et ne tendent qu’à l’instruction.
- Inscriptiones commentariis subjectis, 1783, in-4°. C’est une suite du traité précédent ; l’auteur y range suivant l’ordre des sujets les inscriptions latines qu’il a composées à l’imitation de celles des Romains, et il les accompagne d’un commentaire pour justifier les expressions. Ce que l’on trouve de plus remarquable dans ce volume, c’est un essai de fastes des siècles de l’ère chrétienne, écrits à la manière des Fastes capitolins.
- Πάρεργον inscriptionum novissimarum ab anno 1784, Andrii Andræ cura editum, Padoue, 1818, in fol. Ce livre forme la suite des deux précédents, que l’on réunit ordinairement.
- Indication des antiquités de la maison Albani, Rome, 1785.
- Ancien calendrier de l’Église de Constantinople, traduit du grec en latin et accompagné de notes, Rome, 1788, 2 vol. in-4°. Ce calendrier est fort important et surpasse en antiquité tous ceux qui avaient été publiés jusqu’alors.
- Explanatio ecclesiastica sancti Gregorii (évêque de Girgenti), en dix livres, grec et latin, 1791.
- Africa christiana, Brescia, 1816-1818, 5 vol. in-4°.
- Electorum libri duo, 1814.
- Agapeja (sur Ste-Agape), 1816.
- Sulla bolla d’oro de’ fanciulli romani, Milan, 1816, publié par Giovanni Labus.
- Μιχαηλεία sive dies festi principis angelorum apud Clarenses, Milan, 1817, in-4°, publié par Giovanni Labus. C’est un recueil d’hymnes et autres poésies latines.
- Œuvres ascétiques, 1820, 3 vol. en latin et en italien.
- Dello scrivere degli antichi romani, Milan, 1822, in-8°. Cet écrit sur l’écriture des anciens Romains était resté manuscrit. Il a été publié avec des annotations par Giovanni Labus. Ce dernier avait fait insérer préalablement dans un journal de Milan une Notice sur l’abbé Morcelli, traduite dans la Revue encyclopédique, février 1821, t. 9, p. 391-394.